# ان جی-هیونگ
ان جی-هیونگ (انگلیسی: Ahn Jae-hyung؛ زادهٔ ۸ ژانویه ۱۹۶۵) یک بازیکن پینگ‌پنگ اهل کره جنوبی است.